# Маніфест (телесеріал)
«Маніфест» (англ. Manifest) — американський телесеріал телеканалу NBC. Прем'єра першого сезону відбулася 24 вересня 2018 року.

## Сюжет
Авіарейс Монтего 828 безпечно приземляється після польоту, команда і пасажири виходять назовні й виявляють, що за минулі кілька годин світ постарів на п'ять з половиною років, а друзі, колеги та сім'ї, спочатку не втрачали надії побачити рідних живими, почали жити далі.

### Сезон 1
Коли з невідомих причин літак сідає на землю через п'ять років після зльоту, пасажири рейсу потрапляють у світ, що за цей час дуже змінився, і мають справу з незвіданим.

### Сезон 2
Родина Стоунів не може позбутися жахливих видінь. Вони не припиняють пошуків інших пасажирів рейсу 828, прагнучи відвернути їхню трагічну долю.

### Сезон 3
Нові відкриття, вражаючі результати. Дедалі більше пасажирів відчувають поклик. Треба поспішати, аби відвернути неминуче.

### Сезон 4
Втрати, негаразди й зловісні знаки продовжуються, а родина Стоунів і пасажири рейсу 828 намагаються дізнатися, що означають їхні поклики.

## У головних ролях
- Меліса Роксбург — Мікаела Стоун, офіцер поліції, яка працює в 129-му відділку поліції Нью-Йорка. Сестра Бена
- Джошуа Даллас — Бен Стоун, доцент, брат Мікаели
- Афена Карканіс — Грейс Стоун, дружина Бена
- Джей Ар Рамірес — детектив Джаред Васкез, що працює в 129-му відділку поліції, колишній наречений Мікаели
- Луна Блейз — Олів Стоун, дочка Бена і Грейс, сестра-близнюк Кела
- Джек Мессіна — Кел Стоун, син Бена і Грейс, брат-близнюк Олив, який став молодший на п'ять з половиною років
- Парвін Каур[en] — Саанві, випускниця медичного коледжу
- Метт Лонг — Зік Лендон
- Голлі Тейлор — Анджеліна Маєр
- Деріл Едвардс — Роберт Венс, директор АНБ, який очолює розслідування по справі рейсу 828

## У другорядних ролях
- Альфредо Нарцисо[en] — капітан поліції Риохас, що працює в 129-й ділянці, начальник Мікаели
- Магга — Бетані Коллінз, стюардеса на рейсі 828 і дружина Джорджії
- Джульєн Хазелка — Келлі Тейлор, пасажирка рейсу 828, дружина власника торгового центру
- Френк Діл — пілот рейсу 828
- Тім Моріарті — Тім Пауелл, заступник директора АНБ
- Кертіс Кук — Радд, вуличний скрипаль і пасажир рейсу 828
- Річ Топол — Харві, пасажир рейсу 828
- Омар Торрес II — Тоні Діаз, поліцейський у 129-й ділянці
- Малахі Клірі — Стів Стоун, батько Мікаели й Бена, дідусь Кела та Олив
- Джеральдін Леєр — Карен Стоун, мати Мікаели й Бена, і бабуся Кела та Олив
- Вікторія Картагена — Лурдес, колишня найкраща подруга Мікаели, яка вийшла заміж за Джареда
- Джо Урла — Патрік Тейлор, чоловік Келлі Тейлор, власник торгового центру
- Деніел Санжата — Денні, бойфренд Грейс, з яким вона зійшлася після зникнення Бена
- Шелдон Бест — Томас, гей з Ямайки, якого Бетані контрабандою провезла в США

## Запрошені актори
- Джоель де ла Фуенте[en] — доктор Браян Кардозо, бос Саанви
- Джим Тру-Фрост — ректор Дейв Хайнс
- Оната Ейприл[en] — Холлі Пайлер

## Сезони
| Сезон | Епізоди | Епізоди | Оригінальний показ | Оригінальний показ | Оригінальний показ |
| Сезон | Епізоди | Епізоди | Перший показ       | Останній показ     | Мережа             |
| ----- | ------- | ------- | ------------------ | ------------------ | ------------------ |
| 1     | 16      | 16      | 24 вересня 2018    | 18 лютого 2019     | NBC                |
| 2     | 13      | 13      | 6 січня 2020       | 6 квітня 2020      | NBC                |
| 3     | 13      | 13      | 1 квітня 2021      | 10 червня 2021     | NBC                |
| 4     | 20      | 20      | 4 листопада 2022   | 2 червня 2023      | Netflix            |

## Епізоди

### Сезон 1 (2018)
| № серії | Назва серії                                          | Режисер(и)             | Сценарист(и)                          | Оригінальна дата показу | Глядачів (млн) |
| --- | ---------------------------------------------------- | ---------------------- | ------------------------------------- | ----------------------- | -------------- |
| 1 | «Пілот» «Pilot»                                      | Девід Френкель         | Джефф Рейк                            | 24 сентября 2018        | 10,40          |
| Літак, що виконував рейс 828 з Ямайки в Нью-Йорк, потрапляє в зону сильної турбулентності. Після приземлення агенти АНБ повідомляють пасажирам і екіпажу, що за час, який вони провели в повітрі, на землі пройшло п'ять з половиною років. Офіцер поліції Мікаела дізнається, що її мати померла, а її наречений Джаред одружився з її найкращою подругою Лурдес. Мікаела чує у себе в голові внутрішній голос, завдяки якому рятує хлопчика від зіткнення з автобусом, а потім знаходить двох сестер, викрадених в супермаркеті. Лікар Саанві, також пасажирка рейсу 828, дізнається, що поки вона була відсутня, її розробки в області регенерації клітин допомогли врятувати сотні дітей з онкологічними захворюваннями. Племінник Мікаели Кел, хворий на лейкемію (також летів рейсом 828), починає лікування. Пасажири і екіпаж рейсу 828 чують внутрішній голос і приходять до злітно-посадкової смуги, де знаходиться літак. Вони стають свідками того, як літак вибухає. |                                                      |                        |                                       |                         |                |
| 2 | «Повернення» «Reentry»                               | Дін Вайт               | Джефф Рейк и Меттью Лау               | 1 октября 2018          | 8,45           |
| Агенти АНБ допитують 20 пасажирів і членів екіпажу рейсу 828, які були присутні в аеропорту, коли вибухнув літак, і забороняє обговорювати дану тему із засобами масової інформації. Бен допомагає своєму попутнику Радду зв'язатися з його сином Адіо, який знаходиться у в'язниці Райкерс за підозрою в пограбуванні ювелірного магазину. Нові можливості Бена дозволяють йому виявити, що справжнім злочинцем є син власника магазину, і Адіо випускають з в'язниці. Тим часом Мікаела уникає Лурдес, дружину Джареда і свою колишню кращу подругу. Побачивши багато постів, які Лурдес залишила для неї в соціальних мережах за роки відсутності, Мікаела бреше, що вона збиралася відмовитися від шлюбного пропозиції Джареда до того, як літак пропав. Бен дізнається від Олівії, що в житті Грейс є ще один чоловік. Келлі, одна з пасажирок рейсу 828, дає інтерв'ю на телебаченні, після чого її вбивають. |                                                      |                        |                                       |                         |                |
| 3 | «Турбулентність» «Turbulence»                        | Пол Голаген            | Грегорі Нельсон и Бобак Есфар'яні     | 8 октября 2018          | 7,45           |
| Підозрюючи, що вбивство Келлі може бути пов'язано з її виступом по ТБ, Мікаела і Бен відвідують місце злочину, а потім розмовляють з чоловіком Келлі Патріком і домробітницею Крістін. АНБ бере під контроль розслідування вбивства, і глава АНБ Роберт Венс намагається змусити Джареда повідомляти йому про плани Мікаели. Кел засмучений, виявивши, що його колишній кращий друг Кевін зустрічається з Олів. Мікаела все ще переживає з приводу смерті своєї подруги Іві, яка загинула в автокатастрофі, коли Мікаела була за кермом. Мікаела відвідує батьків Іві, Глена і Беверлі, і дізнається, що Беверлі страждає недоумством, а Глен більше не звинувачує Мікаелу в смерті дочки. Мікаель вдається подолати свій страх перед керуванням автомобілем, щоб знайти Беверлі, яка вирушила гуляти вулицями. Мікаела рятує стареньку від зіткнення з машиною, якою управляє Крістін. На передньому сидінні автомобіля вона бачить намисто, вкрадене у Келлі. Домробітниця зізнається, що вбила Келлі з ревнощів до Патріка. Саанві в аналізах крові Кела, а потім і в своїх власних, знаходить маркери, які зазвичай виробляються при ішемічному інсульті. АНБ забирає тіло Келлі.                                                          |                                                      |                        |                                       |                         |                |
| 4 | «Незатребуваний багаж» «Unclaimed Baggage»           | Крейг Зиск             | Лора Путні и Ізлі Маргарет            | 15 октября 2018         | 7,46           |
| У флешбеках демонструється, як стюардеса Бетані контрабандою перевозить у вантажному відсіку Томаса, гея з Ямайки і бойфренда її кузена Лео. АНБ знаходить відбитки пальців Томаса. Саанві виявляє, що результати сканування її мозку збігаються з даними пацієнта, госпіталізованого у відділення психіатрії з галюцинаціями. Він виявляється Томасом. Джареда разом з Мікаелою відправляють на завдання, пов'язане з таємною операцією АНБ, - і Мікаела цю операцію зриває. Джаред бере відповідальність на себе. Грейс дізнається, що компанія зі страхування життя має намір забрати назад півмільйона доларів, які заплатили їй після зникнення і передбачуваної смерті Бена. Бен зустрічає колишнього бойфренда Грейс Денні після того, як Олів затримали за спробу стягнути помаду з магазину косметики. Томас збігає з лікарні, і АНБ починає його пошук. Бетані за допомогою Мікаели і Саанви знаходить Томаса; вона повідомляє, що Лео пропав через два роки після зникнення їх літака, тому ніхто не зустрів Томаса на умовленому місці. Мікаела і Саанві ховають Томаса в безпечному місці в колишньому торговому центрі, що належить Келлі. Роберт Венс додає фотографію Томаса до свого списку підозрюваних, замінивши їм Келлі. |                                                      |                        |                                       |                         |                |
| 5 | «Стикові рейси» «Connecting Flights»                 | Таунія Маккірнан       | Аманда Грін и Маргарет Роуз Леслі     | 22 октября 2018         | 7,29           |
| У флешбеці демонструється, як складувалося життя Грейс, Олів, Джареда, Лурдес і Стіва після пропажі рейсу 828. Бен і Кел відправляються в парк розваг на Коні-Айленді, після чого повертаються додому на метро. Кел раптово виходить з вагона і призводить Бена до Томасу, перед цим вимовивши фразу «все пов'язано», яка раніше звучала в голові Бена. Агенти АНБ заарештовують Бетані, а Роберт Венс допитує її з приводу пасажира, чиї відбитки були знайдені в вантажному відсіку. Джаред бере на себе провину за зрив операції АТО, як покарання Венс знімає з нього зарплату за 10 днів. Порадившись зі своїм батьком, Мікаела йде поговорити з Джаредом в барі. Бен і Кел дізнаються від Джорджії, дружини Бетані, про її арешт. Бен повідомляє Мікаель про те, що Кел не чує голосу, як вони, але може передчувати події, тому Бен вирішує присвятити себе пошуку розгадки. У фінальній сцені під флешбеки показано, як Кел дивиться в ілюмінатор літака, коли інші пасажири рейсу 828 сплять, і бачить зовні яскраве світіння, після чого вимовляє: «Все пов'язано». |                                                      |                        |                                       |                         |                |
| 6 | «Поза радарами» «Off Radar»                          | Фелікс Енрікез Алькала | Метью Лау, М. В. Картозіан Вілсон     | 5 листопада 2018        | 6,28           |
| Кела охоплює гарячка, і він починає говорити іноземною мовою. Бен прагне його врятувати й вирушає на пошуки іншого пасажира рейсу. |                                                      |                        |                                       |                         |                |
| 7 | «Повний розгардіяш» «S.N.A.F.U.»                     | Майкл Шульц            | Джефф Рейк, Бобак Есфарджані          | 12 листопада 2018       | 6,10           |
| Бен намагається дізнатися, де знаходяться 11 зниклих пасажирів рейсу 828. Після чергового поклику Мікаела робить приголомшливе відкриття. |                                                      |                        |                                       |                         |                |
| 8 | «Точка неповернення» «Point of No Return»            | Ніна Лопес-Коррадо     | Грегорі Нельсон, Маргарет Роуз Лестер | 19 листопада 2018       | 5,56           |
| Під час пошуку зниклих пасажирів Бен знаходить несподіваного союзника — Венса, директора АНБ. Мікаела відчуває незвичний поклик. Кел повертається до школи. |                                                      |                        |                                       |                         |                |
| 9 | «Числення координат» «Dead Reckoning»                | Пол Голахан            | Лаура Патні, Маргарет Іслі            | 26 листопада 2018       | 5,97           |
| Бен і Мікаела поспішають урятувати решту зниклих пасажирів, але їхня ризикована місія приймає несподіваний поворот. |                                                      |                        |                                       |                         |                |
| 10 | «Бокові вітри» «Crosswinds»                          | Майкл Сміт             | Аманда Грін, МВ Картозіан Вільсон     | 7 січня 2019            | 5,84           |
| Оплакуючи втрату союзника, Бен із деким об’єднується заради викриття загадкової особи, яка може бути причетною до зникнення пасажирів. |                                                      |                        |                                       |                         |                |
| 11 | «Інверсійний слід» «Contrails»                       | Марісоль Адлер         | Метью Лау, Бобак Есфарджані           | 14 січня 2019           | 5,46           |
| Поклик Кела відряджає Бена на допомогу капітану рейсу 828, який відчайдушно прагне довести, що він не несе відповідальності за зникнення літака. |                                                      |                        |                                       |                         |                |
| 12 | «Зникома точка» «Vanishing Point»                    | Міллісент Шелтон       | Джефф Рейк, Грегорі Нельсон           | 21 січня 2019           | 5,37           |
| Грейс і Бен вирушають у північну частину штату Нью-Йорк на пошуки зниклого Кела, і нарешті з’являється загадковий мандрівник. Мікаела вимагає відповідей від Отемн. |                                                      |                        |                                       |                         |                |
| 13 | «Посадка дозволена» «Cleared for Approach»           | Констянтин Макріс      | Лаура Патні та Маргарет Ізлі          | 28 січня 2019           | 5,54           |
| Мікаела намагається дізнатися більше про Зіка. Джаред перевіряє інформацію про людину, яка керує вебсайтом про змову довкола пасажирів рейсу 828. |                                                      |                        |                                       |                         |                |
| 14 | «Покращення» «Upgrade»                               | Крейг Зіск             | Метью Лау, Езра В. Нахман             | 4 лютого 2019           | 5,26           |
| Саанві зустрічає члена групи, яка вірить, що пасажири рейсу 828 здатні творити дива. Кел і Зік переживають зловісні поклики. |                                                      |                        |                                       |                         |                |
| 15 | «Жорстка посадка» «Hard Landing»                     | Клавдія Ярми           | Грегорі Нельсон, Бобак Есфарджані     | 11 лютого 2019          | 6,0            |
| Під час розслідування Мікаела зустрічає чоловіка, через якого у всіх виникають запитання. Саанві намагається оговтатися після пережитого жахіття. |                                                      |                        |                                       |                         |                |
| 16 | «Плановий час вильоту» «Estimated Time of Departure» | Дін Вайт               | Джефф Рейк, Аманда Грін               | 18 лютого 2019          | 5,36           |
| Мікаела й Бен намагаються зупинити Гріффіна, який погрожує розкрити все, що йому відомо про поклики. Наближається крайній термін для всіх пасажирів. |                                                      |                        |                                       |                         |                |

### Сезон 2 (2020)
| № серії | Назва серії                                          | Режисер(и)      | Сценарист(и)                         | Оригінальна дата показу | Глядачів (млн) |
| --- | ---------------------------------------------------- | --------------- | ------------------------------------ | ----------------------- | -------------- |
| 17 | «Пристебніть ремені безпеки» «Fasten Your Seatbelts» | Джо Шапел       | Джефф Рейк, Бобак Есфарджані         | 6 січня 2020            | 4,73           |
| У Мікаели з’являється інший капітан і новий партнер. Зік розбирається з наслідками своїх вчинків. Майор продовжує маніпулювати Саанві.                           |                                                      |                 |                                      |                         |                |
| 18 | «Польоти заборонені» «Grounded»                      | Клавдія Ярми    | Лаура Патні, Маргарет Іслі           | 13 січня 2020           | 3,49           |
| Після приголомшливого відкриття Бен зустрічає студента, який летів рейсом 828. Олів відчуває себе за бортом і шукає підтримки в несподіваному місці.             |                                                      |                 |                                      |                         |                |
| 19 | «Штучний горизонт» «False Horizon»                   | Натан Хоуп      | Джаннін Реншоу, МВ Картозіан Вільсон | 20 січня 2020           | 3,64           |
| Саанві намагається з’ясувати, хто зливає її дослідження. Джаред знайомиться з жінкою, пов’язаною з іксерами — групою, що погрожує пасажирам рейсу 828.           |                                                      |                 |                                      |                         |                |
| 20 | «Чорна скринька» «Black Box»                         | Шервин Шилати   | Сімран Байдван, Бобак Есфарджані     | 27 січня 2020           | 3,72           |
| Поклики Мікаели й Зіка приводять їх на пограбування банку, в якому бере участь пасажир із 828. Бен і Ті Джей намагаються зібрати докупи підказки з різних міфів. |                                                      |                 |                                      |                         |                |
| 21 | «Координований політ» «Coordinated Flight»           | Марісоль Адлер  | Метью Лау, Марта Жене Кампс          | 3 лютого 2020           | 3,55           |
| Олів надає Мікаелі інформацію про іксерів після того, як стає свідком жорстокого нападу. Розкривається таємниця з минулого Зіка.                                 |                                                      |                 |                                      |                         |                |
| 22 | «Зворотний рейс» «Return Trip»                       | Мо Перкінс      | Лаура Патні, Маргарет Іслі           | 10 лютого 2020          | 3,70           |
| Бен і Мікаела роблять тривожне відкриття про Саанві та її дослідження, пов’язане з датою смерті пасажирів. Джаред дізнається більше про іксерів.                 |                                                      |                 |                                      |                         |                |
| 23 | «Аварійний вихід» «Emergency Exit»                   | Жан де Сегонзак | Джаннін Реншоу, Езра В. Нахман       | 17 лютого 2020          | 3,70           |
| Бен свариться з Ейдріаном щодо Церкви повернених. Багатьох пасажирів рейсу 828 заманюють на вечірку під фальшивими приводами.                                    |                                                      |                 |                                      |                         |                |
| 24 | «Ручна поклажа» «Carry On»                           | Ніколь Рубіо    | Джефф Рейк, Сімран Байдван           | 2 березня 2020          | 3,64           |
| Олів занепокоєна через трагедію в клубі. Коли її батько відчуває поклик, вони разом вирушають до дзен-центру.                                                    |                                                      |                 |                                      |                         |                |
| 25 | «Мініпляшки» «Airplane Bottles»                      | Рамаа Мослі     | Метью Лау, МВ Картозіан Вільсон      | 9 березня 2020          | 3,67           |
| Зік підозрює, що Саанві втрачає пам’ять. Поклик пов’язує рейс 828 і подію, яка відбулася сторіччя тому.                                                          |                                                      |                 |                                      |                         |                |
| 26 | «Відхилення від курсу» «Course Deviation»            | Майкл Сміт      | Лаура Патні, Маргарет Іслі           | 16 березня 2020         | 4,29           |
| Після того як поклик приводить Ейдріана й Ґрейс на міст, Ейдріан і Кел переживають іще один поклик про трьох зловісних чоловіків.                                |                                                      |                 |                                      |                         |                |
| 27 | «Діти без супроводу» «Unaccompanied Minors»          | Енді Волк       | Джаннін Реншоу, Марта Жене Кампс     | 23 березня 2020         | 4,12           |
| Бен і Ті Джей відчувають поклик, пов’язаний із Зіком, чия дата смерті стрімко наближається. Мікаела ловить підлітка-злодія, і перед нею постає моральна дилема.  |                                                      |                 |                                      |                         |                |
| 28 | «Позивний» «Call Sign»                               | Джо Шапел       | Сімран Байдван, Езра В. Нахман       | 30 березня 2020         | 4,08           |
| Саанві прохає Венса, щоб той захистив її від майора. Прагнучи помсти, Джейс, Піт і Корі планують втечу з тюремного автобуса.                                     |                                                      |                 |                                      |                         |                |
| 29 | «Умови намерзання» «Icing Conditions»                | Ромео Тіроне    | Джефф Рейк, Метью Лау                | 6 квітня 2020           | 4,36           |
| Усі відчайдушно шукають Кела, а Зік відчуває поклик, який дає підказку щодо його місцеперебування й призводить до відчайдушної спроби порятунку.                 |                                                      |                 |                                      |                         |                |

### Сезон 3 (2021)
| № серії | Назва серії                                         | Режисер(и)     | Сценарист(и)                           | Оригінальна дата показу | Глядачів (млн) |
| --- | --------------------------------------------------- | -------------- | -------------------------------------- | ----------------------- | -------------- |
| 30 | «Кіль» «Tailfin»                                    | Ромео Тіроне   | Джефф Рейк, Бобак Есфарджані           | 1 квітня 2021           | 3,99           |
| Бен і Венс вирушають на Кубу в пошуках хвостової частини літака. Мікаела й Зік слідують за покликом серця у Коста-Рику. Джаред допомагає жінці, у якої зникла матір.     |                                                     |                |                                        |                         |                |
| 31 | «Порожній рейс» «Deadhead»                          | Ромео Тіроне   | Лаура Патні, Маргарет Іслі             | 8 квітня 2021           | 3,15           |
| Мікаела розслідує страшну подію на озері. Олів допомагає Анджеліні зрозуміти поклик. Ґрейс звертається по допомогу до свого зведеного брата.                             |                                                     |                |                                        |                         |                |
| 32 | «Другий пілот» «Wingman»                            | Майкл Сміт     | Сімран Байдван, Езра В. Нахман         | 15 квітня 2021          | 3,32           |
| Бен і ще один пасажир рейсу 828 переживають однаковий поклик. Олів шукає зв’язок між покликами та єгипетським мистецтвом. Анджеліна відчуває, що мусить відвідати Піта.  |                                                     |                |                                        |                         |                |
| 33 | «Штопор» «Tailspin»                                 | Майкл Сміт     | Марта Жене Кампс, МВ Картозіан Вільсон | 22 квітня 2021          | 3,21           |
| Бен і Саанві відвідують штаб нового проєкту «Еврика», де дізнаються більше про свою долю. Наближається дата смерті Піта, Корі й Джейса.                                  |                                                     |                |                                        |                         |                |
| 34 | «Посадка на воду» «Water Landing»                   | Марісоль Адлер | Метью Лау                              | 29 квітня 2021          | 3,27           |
| Венс розбирається з Джаредом, який наближається до розгадки. Джейс хоче помститися Стоунам. У стародавньому пергаменті є передбачення про майбутнє Піта, Корі й Джейса.  |                                                     |                |                                        |                         |                |
| 35 | «Траурна спіраль» «Graveyard Spiral»                | Шервин Шилати  | Лаура Патні, Маргарет Іслі             | 29 квітня 2021          | 3,21           |
| Джейс з’ясовує, де знаходиться Кел, а решта намагається запобігти трагедії. Відсутній фрагмент пергаменту призводить до несподіваного відкриття.                         |                                                     |                |                                        |                         |                |
| 36 | «Цінний вантаж» «Precious Cargo»                    | Ромео Тіроне   | Бобак Есфарджані, Езра В. Нахман       | 6 травня 2021           | 3,05           |
| Мікаела, Іґан та інші пасажири рейсу 828 слідують за покликом про темну хмару, що змушує Іґана вжити рішучих заходів. Саанві робить прорив у дослідженні.                |                                                     |                |                                        |                         |                |
| 37 | «Пункт призначення невідомий» «Destination Unknown» | Клавдія Ярми   | Ерік Гейвуд, Марта Жене Кампс          | 6 травня 2021           | 2,85           |
| Бен втручається, коли пасажирка 828 намагається завдати шкоди колишньому чоловікові. Саанві й Гупта досліджують 6000-річний артефакт, пов’язаний із таємницею рейсу 828. |                                                     |                |                                        |                         |                |
| 38 | «Примара» «Bogey»                                   | Лора Белсі     | Сімран Байдван, МВ Картозіан Вільсон   | 13 травня 2021          | 2,95           |
| Мікаела, Бен та Іґан мають схожі, але трохи різні поклики. Саанві дивно почувається. Бен розмірковує про можливі результати.                                             |                                                     |                |                                        |                         |                |
| 39 | «Калібрування компаса» «Compass Calibration»        | Рамаа Мослі    | Лора Путні, Маргарет Іслі              | 20 травня 2021          | 2,85           |
| У Нью-Йорку трапляється рідкісне явище, і Саанві вважає, що це її провина. Бен переживає поклик про Астрід, пасажирку рейсу 828. Ґрейс втрачає терпець через Анджеліну.  |                                                     |                |                                        |                         |                |
| 40 | «Вільна зона» «Duty Free»                           | Руба Надда     | Бобак Есфарджані, Даріка Фурманн       | 3 червня 2021           | 2,78           |
| Увага уряду США та інших країн до пасажирів рейсу 828 значно зростає. Саанві готується здатися.                                                                          |                                                     |                |                                        |                         |                |
| 41 | «Сигнал лиха. Частина 1» «Mayday, Part 1»           | Дін Вайт       | Сімран Байдван, Марта Жене Кампс       | 10 червня 2021          | 2,76           |
| Прагнучи побачити кіль, Кел з’являється на проєкті «Еврика». Мікаела разом із кількома іншими пасажирами переживає поклик, який натякає на чиюсь смерть.                 |                                                     |                |                                        |                         |                |
| 42 | «Сигнал лиха. Частина 2» «Mayday, Part 2»           | Ромео Тіроне   | Джефф Рейк, Метью Лау                  | 10 червня 2021          | 2,76           |
| Бен і Венс планують викрасти кіль, щоб знайти Кела. Іґан й інші пасажири звинувачують Стоунів у співпраці з АНБ, після чого стається трагедія.                           |                                                     |                |                                        |                         |                |

### Сезон 4 (2022)
| частина 1 |                                                                       |                  |                                        |                  |
| 43 | «Посадка й зліт» «Touch-and-Go»                                       | Ромео Тіроне     | Джефф Рейк, Сімран Байдван             | 4 листопада 2022 |
| Мікаела слідує за покликом і знаходить загадкового пасажира без квитка. Бен залишається вірним своїм переконанням. Кел виходить із тіні, щоб розслідувати зачіпку.          |                                                                       |                  |                                        |                  |
| 44 | «Загальний виклик» «All-Call»                                         | Дін Вайт         | Лора Путні, Даріка Фурманн             | 4 листопада 2022 |
| Загадкові голоси із чорної скриньки ваблять Саанві. Кел прослизає в місце, де тримають Генрі. Бен прохає про допомогу під час запису подкасту.                              |                                                                       |                  |                                        |                  |
| 45 | «Висота» «High Flight»                                                | Марісоль Адлер   | Маргарет Іслі, МВ Картозіан Вільсон    | 4 листопада 2022 |
| Кел намагається дізнатися більше про свій шрам. Поклик приводить Мікаелу до Амути, другого пілота рейсу 828, який розповідає, що він бачив. Бен переживає емоційну зустріч. |                                                                       |                  |                                        |                  |
| 46 | «Друге коло» «Go-Around»                                              | «SJ» Мейн Муньос | Метт К. Тернер, Езра В. Нахман         | 4 листопада 2022 |
| Мікаела та Кайл зближуються через спільне видіння та трагічну подію. Іґан пропонує Бену цінну інформацію, але хоче дещо натомість.                                          |                                                                       |                  |                                        |                  |
| 47 | «Код відповідача» «Squawk»                                            | Майк Сміт        | Сімран Байдван, Сумера Срівастав       | 4 листопада 2022 |
| Мікаела, Венс, Джаред і Зік шукають Бена на території комплексу, що призводить до вибухової сутички й божественного дива.                                                   |                                                                       |                  |                                        |                  |
| 48 | «Курсовий кут» «Relative Bearing»                                     | Гарві Волдман    | Лора Путні, Раян Мартінес              | 4 листопада 2022 |
| Усі змушені піти на компроміс: Кел зберігає секрет, Іґан має власну місію, а Мікаела дізнається про трагічне вбивство.                                                      |                                                                       |                  |                                        |                  |
| 49 | «Ромео» «Romeo»                                                       | Джошуа Даллас    | Езра В. Нахман, Даріка Фурманн         | 4 листопада 2022 |
| Мікаела та Джаред знаходять ще одне тіло й намагаються вистежити серійного вбивцю. Кел іде на побачення. Зік бореться зі старими демонами.                                  |                                                                       |                  |                                        |                  |
| 50 | «Підніміть спинку й пристебніться» «Full Upright and Locked Position» | Еріка Вотсон     | Метт К. Тернер, Джиммі Блекмон         | 4 листопада 2022 |
| Кел опиняється в скрутному становищі й намагається очистити своє добре ім’я. Пошуки вбивці продовжуються. Саанві перевіряє теорію на неохочому піддослідному.               |                                                                       |                  |                                        |                  |
| 51 | «Рандеву» «Rendezvous»                                                | Шеріл Дані       | МВ Картозіан Вільсон, Сумера Срівастав | 4 листопада 2022 |
| Зловісний поклик псує вечірку Мікаели й Зіка. Кел і Бен дізнаються жахливу новину. Мікаела, Саанві та Іґан шукають омега-сапфір.                                            |                                                                       |                  |                                        |                  |
| 52 | «Просторова ілюзія» «Inversion Illusion»                              | Ромео Тіроне     | Джефф Рейк, Маргарет Іслі              | 4 листопада 2022 |
| Стоуни поспішають знайти омега-сапфір. Бен віднаходить надію в поклику, завдяки якому він зустрічається зі старою знайомою. Зік постає перед складним вибором.              |                                                                       |                  |                                        |                  |
| частина 2 |                                                                       |                  |                                        |                  |
| 53 | «Остаточне зниження» «Final Descent»                                  | Ромео Тіроне     | Джефф Рейк, Сімран Байдван             | 2 червня 2023    |
| Пасажири звикають до неприємної нової реальності. Бен і Мікаела користуються можливістю розгадати поклик, доки їх переслідує Реєстр.                                        |                                                                       |                  |                                        |                  |
| 54 | «Терміновий зліт» «Bug Out»                                           | Ромео Тіроне     | Маргарет Іслі, Даріка Фурманн          | 2 червня 2023    |
| Мікаела знаходить бажану розраду, допомагаючи Джареду з розслідуванням. Кел перевіряє нову здібність. Бен і Саанві намагаються розшифрувати загадкове повідомлення.         |                                                                       |                  |                                        |                  |
| 55 | «Некерований літак» «Ghost Plane»                                     | «SJ» Мейн Муньос | Метт К. Тернер, Сумера Срівастав       | 2 червня 2023    |
| Мікаела з Джаредом вирушають у док, щоб дізнатися більше про поклик Бена. Саанві допомагає Келу виконати складне завдання. Родину Стоунів переслідує темна сутність.        |                                                                       |                  |                                        |                  |
| 56 | «Фата-моргана» «Fata Morgana»                                         | Клер Фаулер      | МВ Картозіан Вільсон, Раян Мартінес    | 2 червня 2023    |
| У центрі утримання поширюється жахлива чума. Саанві відчайдушно шукає рішення, а Мікаела пропонує свою допомогу у важкий момент. Кел намагається поговорити з Анджеліною.   |                                                                       |                  |                                        |                  |
| 57 | «Важіль керування» «Throttle»                                         | Ромео Тіроне     | Лора Путні, Езра В. Нахман             | 2 червня 2023    |
| У відчайдушній спробі зупинити Анджеліну Бен наважується на ризикований вчинок із неочікуваними наслідками. Сімейна проблема спонукає Мікаелу до рішучих дій.               |                                                                       |                  |                                        |                  |
| 58 | «Повітряний бій» «Furball»                                            | Стейсі Молбро    | Метт К. Тернер, Даріка Фурманн         | 2 червня 2023    |
| Мікаела й Джаред намагаються зробити все, на що здатні в таких умовах. Іґан підтримує Анджеліну. На тлі катастрофи мешканців центру охоплює паніка.                         |                                                                       |                  |                                        |                  |
| 59 | «Поріг посадкової смуги» «Threshold»                                  | Боседе Вільямс   | МВ Картозіан Вільсон, Сумера Срівастав | 2 червня 2023    |
| Дата смерті наближається, а Кел починає втомлюватися від покликів. Група прохає про допомогу. Дехто знайомий неочікувано дарує надію.                                       |                                                                       |                  |                                        |                  |
| 60 | «Аеродинаміка» «Lift/Drag»                                            | Меліса Роксбург  | Езра В. Нахман, Раян Мартінес          | 2 червня 2023    |
| Пасажири поспішають слідувати за покликами, а Саанві перевіряє свою теорію на пацієнтах. Іґан робить дещо несподіване. Мікаела стикається з важкими істинами.               |                                                                       |                  |                                        |                  |
| 61 | «Бойовий порядок» «Formation»                                         | Клавдія Ярми     | Сімран Байдван, Маргарет Іслі          | 2 червня 2023    |
| Усе вказує на кінець світу. Це змушує пасажирів і сім’ю Стоунів разом розшифровувати підказки, доки час не сплив.                                                           |                                                                       |                  |                                        |                  |
| 62 | «Завершення посадки» «Final Boarding»                                 | Ромео Тіроне     | Лора Путні, Джефф Рейк                 | 2 червня 2023    |
| Настає дата смерті. Розкриваються таємниці. Попри напруженість ситуації пасажири рейсу 828 об’єднуються, щоб разом зустріти невідоме.                                       |                                                                       |                  |                                        |                  |

## Виробництво

### Розробка
23 серпня 2017 року NBC оголосив про замовлення сценарію пілотного епізоду серіалу «Маніфест». Пілот був написаний Джеффом Рейком, який разом з Робертом Земекісом і Джеком Рапке став виконавчим продюсером. Джекі Лівайн також було призначено спів виконавчим продюсером. Виробництвом займалися компанії Compari Entertainment і Warner Bros. Television. 23 січня 2018 року NBC замовив зйомку пілотного епізоду. Через тиждень стало відомо, що Девід Френкель зрежисує і спродюсує пілотний епізод. 10 травня 2018 року NBC замовив перший сезон серіалу. Кілька днів потому стало відомо, що прем'єра серіалу відбудеться восени 2018 року.

### Кастинг
У лютому 2018 року стало відомо, що Джошуа Даллас, Меліса Роксбург і Джей Ар Рамірес отримали ролі у пілотному епізоді. У березні 2018 року Афена Карканіс, Парвін Каур і Луна Блейз Бойд приєдналися до основного акторського складу.